# Arvid E. Gillstrom
Arvid E. Gillstrom est un réalisateur, scénariste et producteur de cinéma américano-suédois, né le 13 août 1889 à Göteborg (Suède) et mort le 21 mai 1935 à Hollywood (Californie).

## Biographie
Arvid E. Gillstrom immigre aux États-Unis avec sa famille au début des années 1890.
Il meurt en 1935 à l'âge de 45 ans.

## Filmographie

### Comme réalisateur
The Keystone Film Company
- 1915 : Their Social Splash (coréalisé avec F. Richard Jones)
- 1916 : The Snow Cure

King-Bee Films Corporation
- 1917 : Back Stage
- 1917 : The Hero
- 1917 : Dough Nuts
- 1917 : Cupid's Rival
- 1917 : The Villain
- 1917 : The Millionaire
- 1917 : The Goat
- 1917 : The Fly Cop
- 1917 : The Chief Cook
- 1917 : The Candy Kid
- 1917 : The Hobo
- 1917 : The Pest
- 1917 : The Band Master
- 1917 : The Slave
- 1918 : The Stranger
- 1918 : His Day Out
- 1918 : The Rogue
- 1918 : The Orderly
- 1918 : The Scholar
- 1918 : The Messenger

Fox Film Corporation
- 1918 : Swat the Spy
- 1918 : Tell It to the Marines
- 1919 : Smiles

Muriel Ostriche Productions
- 1920 : Betty, the Vamp
- 1920 : Meet Betty's Husband
- 1920 : Betty's Green-Eyed Monster
- 1920 : Betty Sets the Pace (Muriel Ostriche Productions)

Century Film
- 1922 : Hello, Judge (it)
- 1922 : An Idle Roomer (it)
- 1922 : Little Miss Mischief (it)
- 1922 : Peggy, Behave! (it)
- 1922 : The Little Rascal (it)
- 1922 : Speed 'Em Up (it)
- 1922 : Foolish Lives (it)
- 1922 : The Radio Hound (it)
- 1922 : Some Family (it)
- 1922 : The Tattle Tail (it)
- 1923 : Tips (it)
- 1924 : Polly garçon manqué (it) (Leave It to Gerry) ( Ben Wilson Productions)
- 1924 : The Caddy (it)
- 1924 : Stepping Some (it)
- 1924 : Poor Kid
- 1924 : Family Fits (Fred Hibbard Productions)
- 1924 : Budding Youth
- 1924 : Low Bridge
- 1924 : Don't Fall

Jack White
- 1924 : About Face
- 1924 : Barnum Junior
- 1924 : Junior Partner
- 1924 : Oh, Teacher!
- 1925 : Low Tide
- 1925 : Wildcat Willie
- 1925 : His High Horse
- 1925 : Red Pepper
- 1926 : A Knight Before Christmas
- 1926 : Happy Days (Weiss Brothers Artclass Pictures)

Film Booking Offices
- 1926 : When a Man's a Fan
- 1926 : The Midnight Son
- 1926 : Bruisers and Losers
- 1926 : Little Miss Bluffit
- 1926 : Ladies Prefer Brunettes
- 1926 : Assorted Nuts
- 1927 : Blisters Under the Skin
- 1927 : A Knight Before Christmas
- 1927 : Legionnaires in Paris

Christie Film Company
- 1927 : Cash and Carry
- 1927 : Giddy Gobblers
- 1927 : French Fried
- 1927 : Clancy's Kosher Wedding (Robertson-Cole Pictures Corporation)
- 1927 : Hot Papa
- 1927 : Wedding Wows
- 1927 : Mad Scrambles
- 1927 : Nifty Nags
- 1928 : Sweeties
- 1928 : Half-Back Hannah
- 1928 : A Gallant Gob
- 1928 : Say Uncle
- 1928 : Slick Slickers
- 1928 : Hot Scotch
- 1928 : Oriental Hugs
- 1928 : Gobs of Love
- 1929 : Why Gorillas Leave Home
- 1929 : Melancholy Dame
- 1929 : Meet the Missus
- 1929 : The Framing of the Shrew
- 1929 : Hot Lemonade
- 1929 : Oft in the Silly Night
- 1930 : Footloose Wimmen
- 1930 : Our Nagging Wives

Jack White & RKO pictures
- 1931 : The Love Bargain
- 1931 : The Shooting of Dan the Duck
- 1931 : That's News to Me

Educational Films Corporation
- 1932 : The Big Flash
- 1933 : Tired Feet
- 1933 : The Hitchhiker
- 1933 : Knight Duty
- 1933 : Tied for Life
- 1933 : Hooks and Jabs

Paramount Pictures / Mack Sennett Comedies
- 1933 : On Ice
- 1933 : Three Little Swigs
- 1933 : Please
- 1933 : Roaming Romeo
- 1934 : Just an Echo (Mack Sennett)
- 1934 : Circus Hoodoo
- 1934 : No More Bridge!
- 1934 : Petting Preferred

### Comme scénariste
- 1918 : Swat the Spy
- 1918 : Tell It to the Marines
- 1919 : Smiles
- 1922 : Hello, Judge (it)
- 1922 : An Idle Roomer
- 1922 : Little Miss Mischief (it)
- 1922 : Peggy, Behave! (it)
- 1922 : The Little Rascal (it)
- 1922 : Speed 'Em Up
- 1922 : Foolish Lives
- 1922 : The Radio Hound
- 1922 : Some Family
- 1922 : The Tattle Tail
- 1924 : The Caddy
- 1924 : Poor Kid
- 1924 : Low Bridge
- 1924 : Don't Fall

### Comme producteur
- 1932 : The Big Flash
- 1933 : Tired Feet
- 1933 : The Hitchhiker
- 1933 : Knight Duty
- 1933 : Tied for Life
- 1933 : Marriage Humor
- 1933 : Hooks and Jabs
- 1933 : The Stage Hand
- 1933 : On Ice
- 1933 : Three Little Swigs
- 1933 : Roaming Romeo
- 1934 : Trimmed in Furs
- 1934 : Circus Hoodoo